# Boosters
I Boosters sono delle cariche esplosive che servono a migliorare l'innesco delle mine caricate con particolari tipi di esplosivi poco sensibili come: Anfo, Pulverulenti, Emulsioni.
Sono reperibili in commercio con confezioni in pvc e di diverso diametro a seconda della mina sulla quale andare ad operare.
.